# Banks (chanteuse)
Pour les articles homonymes, voir Banks.
Jillian Rose Banks (née le 16 juin 1988), plus connue par son seul nom de famille Banks (généralement écrit tout en majuscule, soit BANKS), est une chanteuse et parolière américaine des environs de Los Angeles, Californie.

## Biographie
Jillian Rose Banks est née le 16 juin 1988 dans le comté d'Orange. Elle est d'origine anglaise, et elle s'est auto-formée au piano, quand un de ses amis lui en a offert un pour surmonter le divorce de ses parents.
Banks a commencé à auto-diffuser sa musique sur le site web SoundCloud. Grâce aux contacts de son amie Lily Collins, elle a pu signer sur le label Good Years Recordings et sortir son premier single, Before I Ever Met You en février 2013, que fera connaître un DJ de la BBC Radio 1 : Zane Lowe.
Banks sort premier EP, Fall Over sur les labels IAMSOUND Records et Good Years Recordings.
En 2013, son second EP, London, sur les labels Harvest Records et Good Years Recordings reçoit un accueil critique favorable, et le titre Waiting Game est utilisé pour une publicité pour la marque de lingerie Victoria's Secret mettant en scène à Paris différents top modèles.
Fin 2013/début 2014, elle reçoit plusieurs distinctions, le plus souvent en tant que « révélation de l'année » :
- le Sound of 2014 : 3e de ce prix décerné par la principale radio-télévision britannique (la BBC)
- le MTV Brand New Nominee : nommée pour ce prix décerné par la première chaîne musicale américaine, MTV.
- « 2014 Acts to Watch » décerné par Shazam
- « New Artists for 2014 », listé par iTunes
- « Artist of the week » par Vogue en août 2013
- L'EP London nommé « Album You Gotta Hear in 2014 » par le magazine Spin
- « Spotify Spotlight for 2014 »[2]
- « 18 Breakthrough Artists of 2014 »  du magazine Fuse[3]
- « 20 Artists To Start Listening To in 2014 »  par The Huffington Post[4]

Banks a fait la première partie de la tournée de The Weeknd à l'automne 2013.
En 2014, elle participe à de grands festivals : Coachella Festival, Bonnaroo Music Festival, et Open'er Festival.
Ses titres Waiting Game et You Should Know Where I'm Coming From étaient présents dans un épisode de la saison 11 de Grey's Anatomy. Waiting Game était également présent dans le film Divergente (le 1er film de la saga) réalisé par Neil Burger en avril 2014 et a aussi été utilisé dans le trailer officiel de la série Gypsy (série télévisée).
Son single Goddess s'est classé dans le Top 20 de plusieurs hit-parades dans le monde (12e en Suisse, 17e en Australie, 18e en Allemagne et Nouvelle-Zélande.

## Discographie

### Singles
- Warm Water
- Waiting Game
- Brain
- Change
- Goddess
- Drowning
- Beggin for Thread
- Alibi
- Better
- Crowded Places
- Underdog
- Gimme
- The Devil
- Skinnydipped
- Holding Back
- I Hate Your Ex-Girlfriend (avec Doechii)